# Porcentaje de panadero

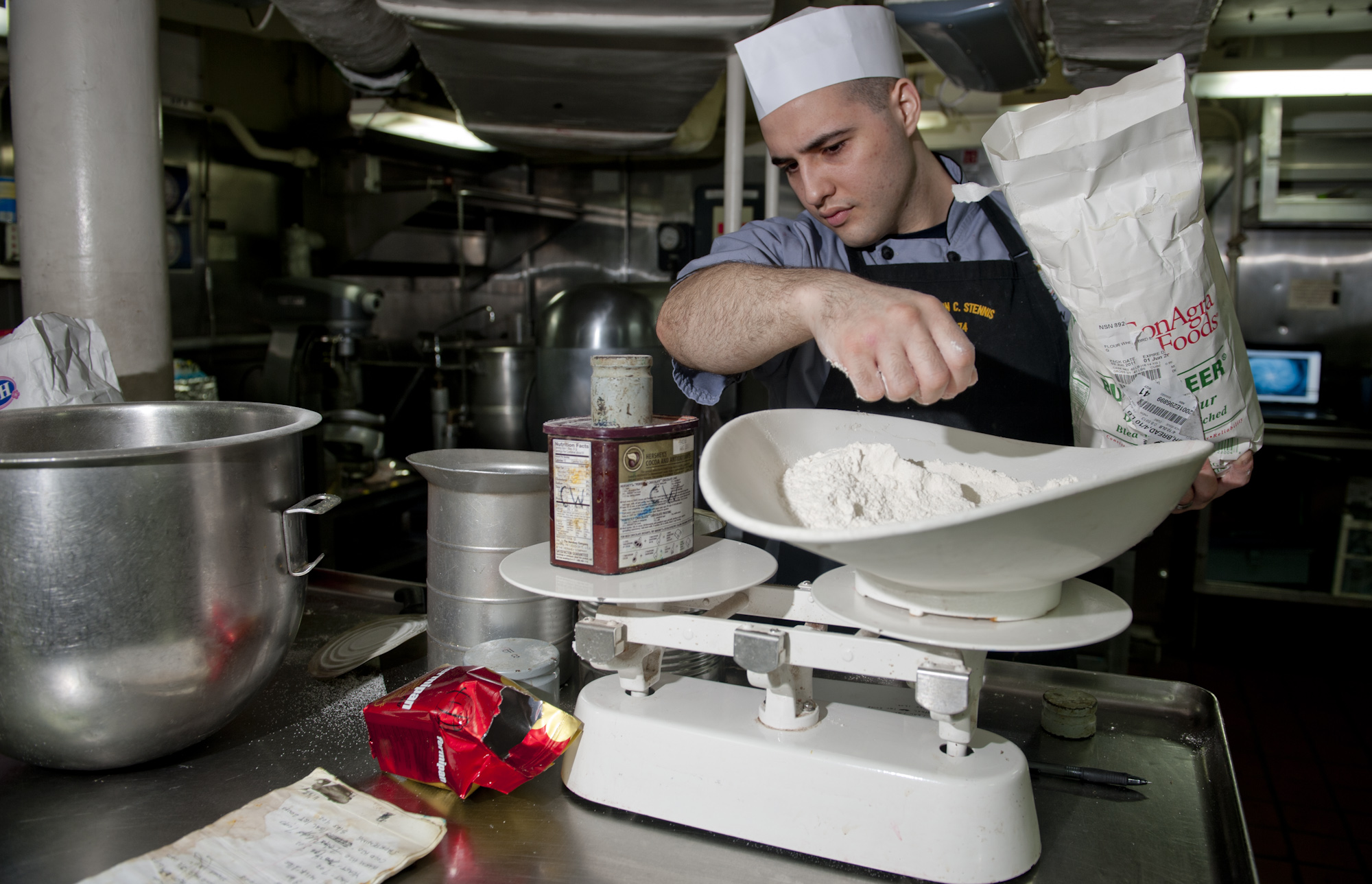
Especialista culinario estadounidense midiendo la proporción de la harina.

El denominado porcentaje de panadero, denominado también como fórmula porcentual, es un procedimiento aritmético la proporción de  ingredientes cuando se elabora el pan. Es forma que, contrariamente a la idea de expresar los porcentajes en función del volumen (o el peso) total, se hace en función del peso de harina empleado, que se toma como 100 %. Los ingredientes intervinientes se dan en porcentajes sobre la harina empleada. En términos generales se puede decir que el porcentaje panadero toma como centro la determinación de un ingrediente «base» por el cual todos los demás ingredientes se relacionarán porcentualmente en la receta, de esta forma al mantener estrictamente esas relaciones porcentuales el pan elaborado será siempre igual, independientemente de la escala de la preparación. Este sistema se suele emplear en panadería, repostería y cualquier otro oficio relacionado con el manejo de ingredientes en elaboración de alimentos.

## Ventajas
La principal ventaja es la de poder memorizar las cantidades sin necesidad de variar las cantidades en función de la cantidad final. Por ejemplo, si en la elaboración de pan se suele emplear 100 % harina, 60 % agua, 1 % levadura, 2 % sal y 1 % aceite, manteca de cerdo, o mantequilla. Con una simple aritmética se puede saber la cantidad verdadera para hacer 50 barras, 10 o 200 panes. Si un panadero quisiera hacer 3 kg de pan debería aplicar 3*100 / (100 + 60 + 1 + 2 + 1) = 1,83 kg de harina. A partir de este cálculo 60 % de 1,83 kg es igual a 1,09 kg de agua, 1 % de 1,83 kg 18 gramos de levadura, etc.